# NYC (アイドルグループ)
NYC（エヌワイシー）は、日本の3人組男性アイドルグループ。所属事務所はジャニーズ事務所。レコード会社はジャニーズ・エンタテイメント。

## メンバー
各メンバーの詳細については各ページを参照。
- N 中山優馬（なかやま ゆうま、1994年1月13日 - 、A型、大阪府出身）[3]
- Y 山田涼介（やまだ りょうすけ、1993年5月9日 - 、B型、東京都出身）[3]
- C 知念侑李（ちねん ゆうり、1993年11月30日 - 、AB型、静岡県出身）[3]

## 来歴
2010年3月2日、2009年夏から活動していた期間限定ユニットNYC boysのメンバーの中から、山田涼介・知念侑李・中山優馬の3人が「NYC」として正式デビューすることが発表される。ユニット名はジャニーズ事務所社長のジャニー喜多川が命名したもので、メンバーの山田、知念、中山の頭文字をそれぞれ取るとともに、ニューヨークシティー（New York City）にも引っ掛けている。
Hey! Say! JUMPとして既にデビューしている山田と知念は2つのグループを掛け持ちし、中山もソロとしても活動していたが、2013年夏以降はアイドル雑誌からNYCの文字が消え、事実上の解散となっている。
2025年1月28日、中山優馬のソロコンサート｢YUMA NAKAYAMA LIVE TOUR 2025 Wings For The GOOD VIBES｣にスペシャルゲストとして山田涼介、知念侑李が出演し、「NYC」と「よく遊びよく学べ」の2曲を披露。約12年振りのグループ活動となった。また、グループは自然消滅状態であるが、解散していないと宣言した。

## 作品
順位はオリコンの発表する週間ランキングでの記録

### シングル
1. 勇気100%（2010年4月7日）- 1位[7]
2. よく遊びよく学べ（2010年10月20日）- 1位[7]
3. ユメタマゴ（2011年3月9日）- 2位[7]
4. ワンダフル キューピット/がらすの・魔法・（2012年1月4日）- 1位[8]
5. ハイナ![9]（2012年5月25日）- 2位[7]

### CD未収録曲
JASRAC公式サイトの「作品データベース検索サービス」において、アーティスト名に「NYC」を含む楽曲の検索結果をもとに記述。
- WE CAN BE HEROES[11]（作詞：村野直球、作曲：OEHRN ANDREAS JAKOB ERIK,SMITH HENRIK MARTIN） - JASRAC作品コード：1D7-3286-6
- Beyond The Door[12]
- ヨアケルミライ[13]（作詞：伊達蒼、作曲：馬飼野康二） - JASRAC作品コード：188-3377-2[注 1]
- たからじま（作詞：海老根祐子、作曲：DAICHI,DANNVIK ANDERS LARS） - JASRAC作品コード：1E6-4682-3

## タイアップ
| 曲名             | タイアップ                                                                                                 |
| ---------------- | --- |
| 勇気100%         | NHK教育アニメ『忍たま乱太郎 第18シリーズ〜第19シリーズ』オープニングテーマ 映画『映画 忍たま乱太郎』主題歌 |
| ゆめのタネ       | NHK教育アニメ『忍たま乱太郎 第18シリーズ〜第19シリーズ』エンディングテーマ                                 |
| ユメタマゴ       | 映画『劇場版アニメ 忍たま乱太郎 忍術学園 全員出動!の段』主題歌                                             |
| ハイナ!          | 毎日放送・TBS系『衝撃速報!アカルイ☆ミライ』エンディングテーマ                                              |
| WE CAN BE HEROES | 「東京ジョイポリス」 アトラクションテーマソング                                                            |
| ヨアケルミライ   | 毎日放送・TBS系『衝撃速報!アカルイ☆ミライ』エンディングテーマ                                              |
| Beyond The Door  | 「東京ジョイポリス」 アトラクションテーマソング                                                            |
| たからじま       | フジテレビ『奇跡体験!アンビリバボー』エンディングテーマ                                                    |

## 出演

### テレビ番組

#### NHK紅白歌合戦出場歴
| 年度   | 放送回 | 回 | 曲目                          | 出演順 | 対戦相手       | 備考               |
| ------ | ------ | -- | ----------------------------- | ------ | -------------- | ------------------ |
| 2009年 | 第60回 | 1  | 紅白60回記念NYCスペシャル     | 5/50   | いきものがかり | NYC boysとして出場 |
| 2010年 | 第61回 | 2  | よく遊びよく学べ/勇気100% NYC | 4/44   | AKB48          | NYCとして出場      |
| 2011年 | 第62回 | 3  | 勇気100% NYC                  | 2/50   | 浜崎あゆみ     | 白組トップバッター |
| 2012年 | 第63回 | 4  | NYC紅白メドレー               | 2/50   | 浜崎あゆみ     | 白組トップバッター |

### CM
- 東京ジョイポリス（2012年）[11]

### コンサート・舞台
- 年末ヤング東西歌合戦!東西Jr.選抜大集合2010!（2010年11月26日・27日、NHKホール）[22][23]
- JOHNNYS' World -ジャニーズ・ワールド-（2012年11月10日 - 1月27日、帝国劇場）[24]

## 書籍

### 写真集
- NYC 1st PHOTO BOOK 『COLORS』（2013年7月5日、ワニブックス）[25] ISBN 978-4-8470-4555-4

### 雑誌連載
- NYCのこーかんにっき。- 『POTATO』（学研パブリッシング）
- NYCの3smiles - 『WiNK UP』（ワニブックス）